# Yabous
Yabous (em árabe: يابوس) é uma cidade e comuna localizada na província de Khenchela, Argélia. Segundo o censo de 2008, a população total da cidade era de 10 402 habitantes.